# Silence électoral
Le silence électoral est l'interdiction de la propagande politique avant une élection. En vertu de cette règle, dans certains pays, comme l'Espagne, toute prise de parole du candidat le jour de l'élection est interdite. Certaines juridictions ont déclaré que, juridiquement, le silence électoral est une violation de la loi de la liberté de parole.

## Présentation
Le silence électoral se déroule dans certains pays, afin de donner aux électeurs une période pour réfléchir avant leurs votes. Durant cette période, aucune prise de position par les candidats en campagne n'est autorisée. Souvent il s'accompagne d'une interdiction des sondages. Le silence est généralement appliqué légalement, mais dans certains pays, c'est seulement un « gentlemen's agreement » entre les principaux partis.
La Cour suprême américaine a statué dans l'affaire Burson v. Freeman (1992) que la campagne ne peut être limitée que le jour de l'élection dans une petite zone autour du bureau de vote. Une interdiction de la parole serait inconstitutionnel.
En Bulgarie, la cour constitutionnelle a jugé en 2009 que le silence électoral et l'interdiction des sondages d'opinion avant le jour de l'élection représentait une violation de la liberté d'expression. La Cour Constitutionnelle de Hongrie a statué en 2007, qu'une interdiction des sondages d'opinion était inconstitutionnelle, mais a confirmé le silence électoral. De son côté, la Cour Constitutionnelle de Slovénie a statué en 2011 que l'interdiction sur les sondages d'opinion était inconstitutionnelle.
Par l'Article 329 de la Loi électorale du Canada, le Canada, avait interdit la publication des résultats des élections dans les régions du pays où les bureaux de vote n'étaient pas encore fermés, de sorte que les résultats des circonscriptions dans l'est et les provinces de l'Atlantique ne puissent avoir d'incidence sur les résultats dans l'ouest. Cette interdiction, bien que confirmée par la Cour Suprême, a été abrogée en 2012.
En Slovénie jusqu'en 2016, toute évocation du candidat le jour de l'élection était interdite. Ceux qui critiquaient positivement ou négativement les partis ou les candidats sur les réseaux sociaux ou les forums en ligne, étaient poursuivis et condamnés à une amende. Depuis plus de deux décennies, les médias et les électeurs se sont donc abstenus de parler de politique le jour avant les élections et le jour de l'élection. En 2016, la Cour suprême a jugé que « toute opinion n'est pas de la propagande », a donné une nouvelle définition du terme « propagande » et a annulé un jugement condamnant une personne ayant donné son opinion sur Facebook.

## Distribution
Les silences électoraux sont observés dans les pays suivants, entre autres :
| Pays               | Durée avant élection ou modalité |
| ------------------ | --- |
| Arménie            | 24 heures |
| Argentine          | 48 heures |
| Azerbaïdjan        | 24 heures |
| Australie          | De minuit le mercredi d'avant le jour du vote jusqu'à la fermeture des bureaux de vote le jour du vote, toujours un samedi |
| Bosnie-Herzégovine | 24 heures |
| Bulgarie           | 24 heures avant le jour du vote ainsi que le jour du vote |
| Canada             | Pas de campagne le jour de l'élection[réf. nécessaire] |
| Croatie            | À partir de minuit le jour précédent l'élection |
| République tchèque | 3 jours |
| Égypte             | 48 heures |
| Espagne            | À partir de minuit le jour précédent l'élection, la plupart des sondages sont bannis 5 jours avant l'élection |
| France             | Le samedi avant l'élection du dimanche, interdiction des sondages inclus ; appelé parfois silence républicain, il s'applique à tout le territoire français, et pas uniquement aux candidats et à leurs équipes de campagne                                                                   |
| Hongrie            | À partir de minuit le jour précédent l'élection |
| Inde               | 24 heures à 48 heures précédents le jour de l'élection |
| Indonésie          | 3 jours |
| Iran               | 24 heures |
| Italie             | À partir de minuit le jour précédent, sondage interdit 15 jours avant l’élection, de plus il est interdit de prononcer le nom des candidats à la télévision - sauf dans le cadre des programmes d'information et des spots de la campagne officielle - durant le mois qui précède l'élection |
| Macédoine          | À partir de minuit le jour précédent |
| Malaisie           | Le jour de l'élection |
| Malte              | De minuit le jour précédent l'élection - qui est toujours un samedi - jusqu'à la fermeture des bureaux de vote |
| Monténégro         | 48 heures |
| Mozambique         | Campagne interdite 48 heures avant l'élection, les sondages sont interdits durant la totalité de la campagne |
| Nouvelle-Zélande   | De minuit à 19 h le jour de l'élection |
| Pakistan           | 24 heures |
| Paraguay           | 48 heures |
| Pologne            | À partir de minuit le jour précédent depuis 1991 |
| Russie             | 24 heures |
| Singapour          | 24 heures |
| Serbie             | À partir de minuit deux jours avant l'élection |
| Slovénie           | À partir de minuit le jour précédent |
| Ukraine            | À partir de minuit le jour précédent |
| Uruguay            | À partir de minuit deux jours avant l'élection |
| Venezuela          | Le jour de l'élection |